# Ялчин Айхан
Ялчин Айхан (тур. Yalçın Ayhan, нар. 1 травня 1982, Стамбул) — турецький футболіст, захисник клубу «Істанбул ББ».
Виступав, зокрема, за клуб «Галатасарай».

## Ігрова кар'єра
У дорослому футболі дебютував 2001 року виступами за команду «Істанбулспор», за яку зіграв у 57 матчах Суперліги. 2003 року також недовго грав у Першій лізі на правах оренди за «Дарданелспор».
Своєю грою за привернув увагу представників тренерського штабу «Галатасараю», до складу якого приєднався 2005 року. У турецькому гранді не зміг виграти конкуренцію у досвідчених Рігобера Сонга та Стєпана Томаса, тому провівши лише один сезон, в якому зіграв у 5 матчах Суперліги і став з командою чемпіоном, покинув клуб.
Згодом грав у низці середняків турецької Суперліги, ніде надовго не затримуючись.
До складу клубу «Істанбул ББ» приєднався влітку 2014 року. Відтоді встиг відіграти за стамбульську команду 65 матчів в національному чемпіонаті.

## Титули і досягнення
- Чемпіон Туреччини (1):

«Галатасарай»: 2005–06